# Randia retroflexa
Randia retroflexa är en måreväxtart som beskrevs av David H. Lorence och Michael Nee. Randia retroflexa ingår i släktet Randia och familjen måreväxter. Inga underarter finns listade i Catalogue of Life.